# Labiobaetis punctatus
Labiobaetis punctatus is een haft uit de familie Baetidae. De wetenschappelijke naam van de soort is voor het eerst geldig gepubliceerd in 2001 door Gattolliat.
De soort komt voor in het Afrotropisch gebied.